# Ючка (Вологодская область)
Ючка — посёлок в Вожегодском районе Вологодской области при впадении реки Пигома в Кубену. Административный центр Ючкинского сельского поселения и Ючкинского сельсовета.
Расстояние до районного центра Вожеги по автодороге — 32 км. Ближайшие населённые пункты — Мануиловская, Хвостово, Угленская.

## История
В 1966 г. указом президиума ВС РСФСР посёлок Ючкинского лесопункта переименован в посёлок Ючка.

## Население
| 2010 |
| ---- |
| 755  |